# Glossar von Basketballbegriffen

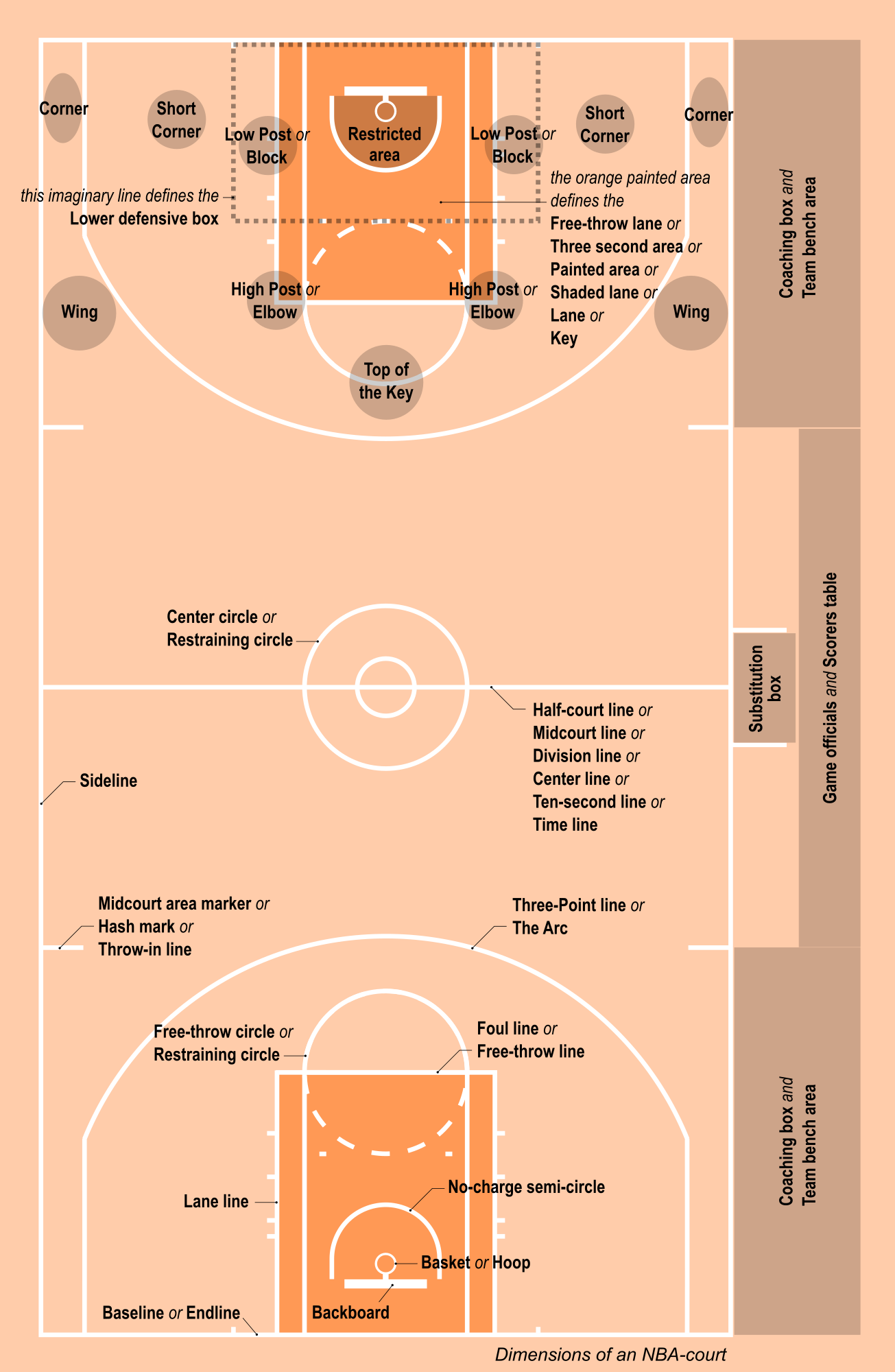
Wichtige Begriffe bzgl. des Basketball-Spielfeldes

Dieser Artikel bietet eine unvollständige Auflistung der Fremdwörter und Redensarten im Basketball. Aufgrund der Herkunft des Sports finden sich dabei viele englischstammige Wörter.

## 0–9
3-Punkt-Spiel

Wenn ein Spieler während eines erfolgreichen 2-Punkte-Korbwurfes gefoult wird und anschließend den Bonus-Freiwurf verwandelt, spricht man von einem 3-Punkt-Spiel (zwei Punkte für den Korb + einen Punkt für den Freiwurf).
4-Punkt-Spiel

Wenn ein Spieler während eines erfolgreichen 3-Punkte-Korbwurfes gefoult wird und anschließend den Bonus-Freiwurf verwandelt, spricht man von einem 4-Punkt-Spiel (drei Punkte für den Korb + einen Punkt für den Freiwurf).
50-40-90Ein meist auf die NBA bezogener statistischer Richtwert für einen ungewöhnlich guten Werfer. Die Zahlen beziehen sich auf die Trefferquoten bei Feldwürfen (50 %), Drei-Punkte-Würfen (40 %) und Freiwürfen (90 %) (bei jeweils ausreichend vielen Wurfversuchen, um statistische Repräsentativität zu gewährleisten).

## A
AirballEin ungeblockter Wurf, der weder Brett noch Ring berührt.
Alley oopEin Pass Richtung Korb/Brett, der von einem Mitspieler (oder in seltenen Fällen von sich selbst) aus der Luft gegriffen und in gleichem Zug unmittelbar per Korbleger oder häufiger per Dunk verwandelt wird. Der Spieler greift den Ball aus der Luft und führt ihn in fließender Bewegung unmittelbar und ohne Stop zum Korb.
Ankle breakerDer Angreifer mit Ball bringt den Verteidiger durch eine schnelle Bewegung ins Straucheln oder sogar zu Fall (z. B. mittels eines Crossover)
And1 / And OneDer Bonus-Freiwurf, den ein Spieler nach einem Foul bei einem erfolgreichen Korbwurf erhält.
AnschreibetischGeläufige Bezeichnung für den Tisch, an dem die Vertreter des →Kampfgerichts sitzen. (In Österreich und in der Schweiz Schreibertisch)
AssistPassvorlage zu einem Spieler, die unmittelbar zum Korberfolg führt; die Anzahl der Assists eines jeden Spielers gilt als eine der wichtigen Statistiken
Aufposten (engl. post up)Körperhaltung, bei der ein Spieler mit dem Rücken zum direkten Gegenspieler steht und leicht in die Knie geht. Sie wird meist von Centerspielern verwendet, um den Ball nahe dem gegnerischen Korb mit dem eigenen Körper zu schützen.
Ausboxen, AusblockenHinausdrängen des Gegenspielers aus Korbnähe, um eine bessere Reboundposition zu erlangen. Der Körper wird dabei als Barriere genutzt, indem zumeist tief, mit weit ausgestreckten Armen und den Rücken dem Gegenspieler zugewandt gestanden wird.

## B

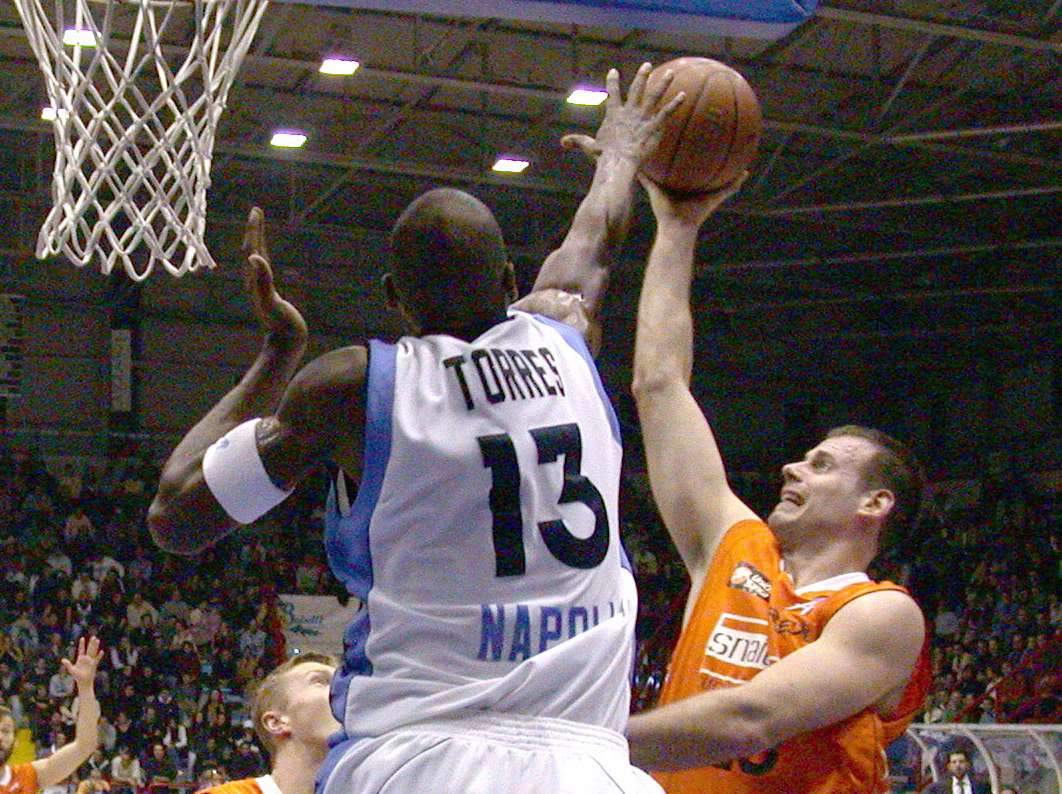
Oscar Torres blockt den Wurf eines Gegenspielers

BackcourtZusammenfassende Bezeichnung für die Spielpositionen →Point Guard und →Shooting Guard. Der wörtlich mit „Rückfeld“ zu übersetzende Begriff spielt auf die relativ Korb-ferne Position der Spieler an.
Backcourt Violation
Rückspiel – bei einem Angriff darf der Spielball von keinem Spieler der ballführenden Mannschaft von der gegnerischen Hälfte (Vorfeld) in die eigene Spielfeldhälfte (Rückfeld) zurückgespielt werden
Backstein (engl. brick)Ein Ball, der von Ring oder Brett abprallt ohne eine Chance auf einen Korb (Treffer) zu haben.
Backdoor CutEine Offensivaktion abseits des Balles, bei dem sich der Angreifer durch einen schnellen Schritt nach außen und anschließendem Richtungswechsel mit Zug zum Korb hinter dem Verteidiger weg versucht frei zu spielen.
Bewegter Block (engl. moving screen)Ein regelwidriger Block, bei dem der Blocksteller nicht fest oder lange genug unbewegt steht
Block
(1) Shotblock: Das Berühren oder Weggeschlagen eines Balles beim Wurfversuch durch den Verteidiger, ohne dabei den Angreifer zu berühren. (2) auch „Screen“ oder „Pick“: Das gezielte Aufhalten eines Gegenspielers durch festen und tiefen Stand (wie z. B. beim Pick and roll).
BoardEin Rebound/Abpraller.
Buzzer BeaterEin Korberfolg, der unmittelbar vor Ertönen der Schlusssirene (des Buzzers) und dabei häufig aus großer Entfernung erfolgt. Teilweise werden auch nur Würfe, die das Spiel in letzter Sekunde entscheiden (Game Winner) oder auf Gleichstand (und somit in die Verlängerung) bringen, als Buzzer Beater bezeichnet.

## C
CenterEine der Spielpositionen im Basketball. Center sind in der Regel die größten Spieler auf dem Spielfeld und spielen dabei hauptsächlich in Korbnähe.
CrossoverDribbel-Bewegung, die mit einem Kreuzschritt und einem Handwechsel gleichzeitig beginnt.
Crunch-TimeDie letzten Spielminuten einer eng geführten Partie.
CutOffensivaktion abseits des Balles, bei der der angreifende Spieler versucht seinen Gegenspieler durch einen schnellen Richtungswechsel abzuschütteln.
Cutting down the netsAbschneiden der Netze durch die siegreiche Mannschaft in einem Finalspiel, eine insbesondere in den USA verbreitete Tradition

## D
Doppeldribbling (engl. double dribble)Regelverletzung, bei der ein Spieler den Ball →dribbelt, aufnimmt und anschließend erneut dribbelt. Folge ist ein Ballverlust (→Turnover).
Doppeln (engl. double team)Zuordnung von zwei Verteidigern zu einem angreifenden (in der Regel gerade ballführenden) Spieler
DoubleDas Erreichen eines zweistelligen Wertes in einer statistischen Kategorie durch einen Spieler. Der Begriff wird meist dann gebraucht, wenn ein Spieler in zwei solchen Kategorien (z. B. Punkte und Rebounds) am Ende eines Spieles einen zweistelligen Wert aufweist, was als „Double-Double“ bezeichnet wird. Wesentlich seltener ist ein „Triple-Double“, also zweistellige Werte in drei statistischen Kategorien (z. B. Vorlagen, Rebounds und Punkte).
DowntownWeit außerhalb der Dreierlinie bzw. generell großer Entfernung.
DreipunktelinieHalbkreisförmige Linie um den Korb, hinter der sich ein Spieler bei einem Korbwurf befinden muss, damit ein →Feldwurf drei Punkte zählt. Die genaue Form der Linie und ihr Abstand zum Korb kann je nach Liga variieren.
Dribbeln (engl. dribbling)Wiederholtes Prellen des Balls gegen den Boden mit der Hand. Da nur maximal zwei Schritte mit dem Ball in der Hand erlaubt sind, ist dies die häufigste Art der Ballführung.
Drop stepEine Bewegung im Post, bei der der Ballführer den Ball aufnimmt und sich mit einem langen Schritt Richtung Korb dreht und dabei das Bein als Barriere zwischen sich und dem Verteidiger einsetzt.
Dunking (engl. dunk)Wenn ein Spieler den Basketball mit einer Hand oder zwei Händen von oben durch den Ring drückt, wird dies als „Dunken“ bezeichnet. In der NBA wurde der Slam Dunk Contest eingeführt, bei dem ausgewählte Spieler in artistischer Weise den Ball in den Korb „dunken“ (Auf Deutsch wird das als „Stopfen“ bezeichnet).

## F
Fadeaway(von engl. fade away, wörtl. „schwinden“): Das Verlagern des Körperschwerpunktes nach hinten während der Wurfbewegung. Durch die Bewegung weg vom Korb ist der Wurf technisch anspruchsvoller, aber für einen Gegenspieler auch schwieriger zu verteidigen.
Fast break Ein Schnellangriff (einem Tempogegenstoß des Handballs oder einem Konter beispielsweise des Fußballs ähnlich), der sich durch einen schnellen Ballvortrag und schnellen Abschluss (Wurf auf den Korb) auszeichnet.
Feldwurf (engl. field goal)Wurf des Balles in Richtung des gegnerischen Korbes, der aus dem laufenden Spiel heraus erfolgt, im Unterschied zu einem →Freiwurf. Je nach Position des Spielers zählt der Wurf zwei oder, wenn er sich beim Wurf hinter der →Dreipunktelinie befindet, drei Punkte.
Floater / Tear dropWurftechnik, bei der der Ball aus dem Lauf einhändig und ansatzlos mit hoher Flugkurve Richtung Korb geworfen wird. Sie wird meist angewandt, um beim Zug zum Korb einen größer gewachsenen Gegenspieler zu überwinden.
FloppingDas Vortäuschen eines Fouls durch den Gegenspieler, um Freiwürfe zu erhalten oder in Ballbesitz zu kommen (vergleichbar mit einer Schwalbe im Fußball). Wird Flopping erkannt, so wird es als technisches Foul behandelt.
Forward(deutsch (veraltet) auch Flügelspieler): Eine der gängigen Spielpositionen im Basketball. Forwards sind klassisch gesehen hauptsächlich fürs Punkten und Rebounden zuständig. Es wird weiter zwischen →Small Forward und →Power Forward unterschieden. Der mit „Angreifer“ oder „Stürmer“ übersetzbare Begriff bezieht sich auf die nur in der Anfangsphase des Basketballsports übliche Trennung zwischen Angriffs- und Verteidigungsspielern (vgl. →Guard).
Franchise-SpielerEin Spieler der sportlich und öffentlichkeitswirksam eine führende Rolle in seinem Team (Franchise, meist NBA) wahrnimmt und in der Regel langfristig vertraglich gebunden ist.
FreiwurfUngehinderter Wurf des Balles in Richtung des gegnerischen Korbes, bei dem der werfende Spieler hinter der Freiwurflinie zentral vor dem Korb steht. Freiwürfe werden einer Mannschaft nach einem Foul durch den Gegner zugesprochen und zählen je einen Punkt, die Spielzeit ist während der Ausführung angehalten.
FrontcourtZusammenfassende Bezeichnung für die Spielpositionen →Small Forward, →Power Forward und →Center. Der wörtlich mit „Vorfeld“ zu übersetzende Begriff spielt auf die relativ Korb-nahe Position der Spieler an.

## G
Garbage-TimeDie letzten Spielminuten einer bereits vorzeitig entschiedenen Partie, und damit das Gegenstück zur →Crunch-Time.
GoaltendingBezeichnet das irreguläre Blocken eines Wurfes, z. B. nachdem der Ball den höchsten Punkt seiner Flugbahn erreicht oder das Brett berührt hat. Der Wurf wird unabhängig davon, ob er den Korb trifft, gewertet.
Go-to-GuyDerjenige Spieler einer Mannschaft, der in der Offensive in entscheidenden Spielsituationen die Verantwortung erhält (zumeist in der →Crunch-Time).
Grundlinie (engl. baseline)Spielfeldbegrenzung hinter dem Korb.
GuardBezeichnung der gewöhnlich von den beiden kleinsten Spielern einer Mannschaft bekleideten Spielpositionen →Point Guard und →Shooting Guard. Diese Spieler sind in erster Linie für den Spielaufbau und Würfe aus der Distanz zuständig. Der mit „Verteidiger“ übersetzbare Begriff bezieht sich auf die nur in der Anfangsphase des Basketballsports übliche Trennung zwischen Angriffs- und Verteidigungsspielern (vgl. →Forward).

## H
Hack-a-ShaqDefensivtaktik, bei der ein Spieler mit schlechter Freiwurfquote gezielt absichtlich gefoult wird. Benannt nach Shaquille „Shaq“ O’Neal.
Hakenwurf (engl. hook shot)Wurftechnik, bei der der Ball mit nach oben ausgestrecktem Arm in einer Bogenbewegung Richtung Korb geworfen wird.
High postPosition eines Spielers auf der Höhe der Freiwurflinie oder höher

## I
In-and-out (deu. rein und raus)Ein Ball, der scheinbar trifft, jedoch überraschend wieder aus dem Ring springt.
In-and-out dribbleDribbletechnik, bei der ein Hand- und Richtungswechsel angetäuscht wird, mit dem Ziel, den Verteidiger aus dem Gleichgewicht zu bringen.

## J
Jab stepEin Jab step ist eine Antäuschung einer Bewegung in Richtung Korb, nach links oder nach rechts. Nach einem Schritt in die jeweilige Richtung, wird der Fuß zurückgezogen und in eine andere Richtung gegangen oder mit einem Korbwurf abgeschlossen.

## K
KampfgerichtDas Kampfgericht, bestehend aus Vertretern der Heimmannschaft, sorgt für die ordnungsgemäße Zeitnahme und Protokollierung des Spielgeschehens. Zu den Aufgaben zählen die Bedienung von Spielzeit- und Angriffszeit-Uhr sowie das „Anschreiben“ der erzielten Punkte, der begangenen Fouls und der genommenen Auszeiten.
Korbleger (engl. layup)Sammelbezeichnung für verschiedene Wurfarten, bei denen der Ball aus kurzer Entfernung in den Korb gelegt wird. Die häufigsten Techniken sind der Druckwurfkorbleger mit in Richtung des Korbs gerichteter Handinnenfläche und der Unterarmkorbleger (finger roll) mit vom Korb weg gerichteter Handinnenfläche.

## L
Low postPosition eines Spielers ca. auf der Höhe des Bretts

## M
MismatchGroßer Körpergrößenunterschied zwischen Verteidiger und Angreifer. Es kann durch taktische Maßnahmen zusätzlich provoziert werden, z. B. durch Switchen der Position nach dem Stellen eines Blocks. Kommt es zu einem Wurf, hat der größere Spieler den offensichtlichen Vorteil; jedoch kann es vorkommen, dass der kleine Spieler den Vorteil hat, durch schnellere Beschleunigung vorbeizuziehen.
MVP – Most valuable playerEin besonders wertvoller Spieler, der am Ende einer Saison oder Runde durch Zuschauer oder durch Trainer gewählt wird. Dieser Spieler erhält einen Pokal oder eine andere Auszeichnung für die besondere Leistung.

## P
PassÜbergabe des Balls an einen Mitspieler. Die am häufigsten angewandte Technik ist der Brustpass, bei dem der Ball von der Brust nach vorne weg gestoßen wird. Der Ball kann dem Mitspieler entweder direkt oder über den Boden zugespielt werden („Bodenpass“). Weitere Techniken sind der Überkopf-Pass, bei dem der Ball in Richtung des Mitspielers geschleudert wird, der touch pass, bei dem ein in der Luft befindlicher Ball direkt weitergeleitet wird, und die unmittelbare Übergabe des Balls (etwa als „Durchstecker“ gegen eine eng stehende Verteidigung).
PickEin Block im Angriff (auch screen genannt), wenn der ballführende Spieler von seinem direkten Gegenspieler getrennt wird, indem sich ein weiterer Spieler des angreifenden Teams in den Verteidigungsweg stellt und den Verteidiger dadurch wegblockt, so dass der ballführende Spieler vorbeiziehen kann. Diese Art des Blocks ist Teil des im Basketball oft eingesetzten Spielzugs Pick and roll.
Pick and rollIst ein oft verwendeter Standard-Spielzug im Basketball, in dem zwei Angreifer den Ball führen und zwei Verteidigern gegenüberstehen. Bei dieser Taktik blockt der nicht ballführende Angreifer den Laufweg des Verteidigers, der den Ballführer deckt, und bringt Letzteren somit in gute Wurfposition.
Point ForwardEine „unkonventionelle“ Spielposition, die einen →Forward bezeichnet, der die normalerweise dem →Point Guard zukommende Aufgabe der Ballverteilung übernimmt.
Point GuardEine der gängigen Spielpositionen im Basketball, und die übliche Position des →Spielmachers bzw. Aufbauspielers. Meist handelt es sich um den kleinsten und schnellsten Spieler einer Mannschaft.
Power ForwardEine der gängigen Spielpositionen im Basketball. Der Power Forward ist ein meist großgewachsener und kräftiger Spieler, der nahe dem Korb agiert (wenn auch nicht direkt am Korb wie der →Center).
Play-off / PlayoffAusscheidungskampf, durch den eine Meisterschaft entschieden wird (erfolgt in der NBA durch mehrere sog. Best-of-7-Serien)
Pressverteidigung (engl. pressing)Verteidigungstaktik, die die ballführende Mannschaft schon im Ballvortrag zu behindern versucht. Als Full-court press (dt. etwa Ganzfeldpresse) wird die Anwendung dieser Taktik im Bereich des gesamten Spielfelds bezeichnet.
Pump fakeWurffinte, bei der der ballführende Spieler mit seinem Körper Schwung holt, scheinbar einen →Sprungwurf ansetzt, mit seinen Füßen jedoch letztendlich am Boden bleibt, um damit die gegnerische Verteidigung zu täuschen und somit bestenfalls einen freien Wurf zu erhalten oder ein gegnerisches Foul zu provozieren.
Putback-DunkNach dem Scheitern eines Wurfes springt ein Teammitglied des Werfers in Richtung Korb und versenkt den vom Brett/Ring abprallenden Ball im Korb durch einen Dunk.

## R
ReboundEin Rebound besteht darin, dass ein Abpraller des Balles von einem Verteidiger (defensiver Rebound) oder Angreifer (offensiver Rebound) gefangen wird; die Anzahl der Rebounds wird in Statistiken vermerkt.
Rollenspieler (engl. role player)Bezeichnung für einen Spieler, der zwar regelmäßig, aber meist für nur kurze Zeit eingesetzt wird, um eine spezielle taktische Rolle zu übernehmen und so der eigenen Mannschaft neue Impulse zu geben oder den Spielrhythmus des Gegners zu unterbrechen.
Run and gunAngriffstaktik, bei der versucht wird, zum Abschluss zu kommen, noch bevor sich die gegnerische Verteidigung formiert hat.

## S
Schritte, Schrittfehler (engl. traveling)Wenn ein ballführender Spieler zu viele Schritte ohne →Dribbling vollzieht oder mit dem Ball in der Hand sein Standbein wechselt, wird dies als Schrittfehler abgepfiffen und das gegnerische Team erhält Ballbesitz.
Schwarzes LochEin Spieler, der den Ball nicht mehr hergibt, wenn er ihn einmal hat und den Abschluss sucht – erfolgreich oder nicht (vgl. →Ego-Zocker).
ScreenEin Block im Angriff (auch pick genannt), wenn der ballführende Spieler von seinem direkten Gegenspieler getrennt wird, indem sich ein weiterer Spieler des angreifenden Teams in den Verteidigungsweg stellt und den Verteidiger dadurch wegblockt, so dass der ballführende Spieler vorbeiziehen kann. Diese Art des Blocks ist Teil des im Basketball oft eingesetzten Spielzugs Pick and roll.
Sechster Mann (engl. sixth man)Bezeichnung für einen Einwechselspieler, der ähnlich viel Spielzeit wie ein Spieler der Startformation erhält. Meist ist ein solcher Spieler auf mehreren Positionen einsetzbar und wird daher aus taktischen Gründen erst im Laufe des Spiels eingewechselt.
Set playSpielsituation, bei der beide Mannschaften ihre angestammte Formation auf dem Feld eingenommen haben und die angreifende Mannschaft versucht, mittels eines einstudierten Spielzugs zum Korberfolg zu kommen.
Shooting GuardEine der gängigen Spielpositionen im Basketball. Hauptaufgabe des Shooting Guards in der Offensive ist der Distanzwurf, meist von jenseits der →Dreipunktelinie.
ShotblockEin Block in der Verteidigung, wenn ein Verteidiger einen Korbwurf der angreifenden Mannschaft unterbindet, indem er den geworfenen Ball mit seinen Händen in der Luft blockiert oder wegschlägt.
Small ballEine Mannschaftsaufstellung mit relativ kleingewachsenen Spielern, die gegenüber der üblichen Aufstellung (vgl. →Starting Five) meist einen Geschwindigkeitsvorteil in der Offensive bietet, jedoch Probleme in der Verteidigung bereitet.
Small ForwardEine der gängigen Spielpositionen im Basketball. Als (hinsichtlich Körpergröße und Beweglichkeit) „mittlerer“ Spieler der →Starting Five kann der Small Forward verschiedene Aufgaben übernehmen.
SPD-Stellung (engl. triple threat position)Körperhaltung des ballführenden Spielers, die diesem jederzeit das Werfen („Schießen“), →Passen oder →Dribbeln des Balles ermöglicht.
Spielmacher (engl. playmaker; dt. auch Aufbauspieler)Derjenige Spieler einer Mannschaft, der in der Offensive den Ballvortrag und Spielaufbau übernimmt, in der Regel identisch mit dem →Point Guard.
Spin moveTaktische Drehbewegung eines meist offensiven Spielers. Dient oft als Täuschungs- oder Ausweichmanöver.
Sprungball (engl. jump ball)Methode zur Bestimmung des Ballbesitzes am Anfang eines Spieles sowie bei Situationen, in denen der Ballbesitz keiner Mannschaft zweifelsfrei zuerkannt werden kann. Hierfür stellen sich zwei gegnerische Spieler einander gegenüber auf und der Schiedsrichter wirft den Ball zwischen ihnen senkrecht nach oben. In den meisten Ligen wurde der Sprungball inzwischen durch einen wechselnden Ballbesitz abgelöst, angezeigt durch einen Pfeil (possession arrow).
Sprungwurf (engl. jump shot)Die im modernen Basketball häufigste Wurftechnik, bei der der ballführende Spieler meist mit dem gesamten Körper Schwung holt, um im Sprung den Ball mit einer Hand zu werfen, während die andere Hand den Ball abstützt. Normalerweise verändern sich Distanz und Ausrichtung zum Korb während des Wurfes nicht, es gibt jedoch auch andere Varianten, etwa den →Fade-away.
StandwurfWurftechnik, bei der der werfende Spieler mit beiden Füßen am Boden bleibt. Ursprünglich die üblichste Wurftechnik, wird der Standwurf heutzutage fast ausschließlich beim →Freiwurf angewandt.
Starting FiveDie zu Beginn einer Partie auf dem Feld stehenden Spieler einer Mannschaft, üblicherweise bestehend aus zwei →Guards, zwei →Forwards und einem →Center. Da Spielerwechsel in unbegrenzter Zahl möglich sind, kann diese Formation im Laufe eines Spiels stark variiert werden (vgl. →Sechster Mann).
StatKurz für Statistik. Bedeutend sind vor allem Punkte, Rebounds, Assists, Blocks und Turnover sowie die verschiedenen Wurfquoten. Es wird vermehrt versucht umfassende Statistiken zu erstellen, die gerade die Leistungen abseits des Balles und in der Verteidigung stärker ins Gewicht nehmen (z. B. Player Efficiency Rating).
StealWenn ein Spieler seinem Gegner den Ball wegnimmt oder einen gegnerischen Pass abfängt, wird dies als „Steal“ bezeichnet.
SternschrittBewegung, bei der ein ballführender Spieler sich mithilfe eines Beines um die Körperachse dreht. Solange der Fuß des anderen Beines („Standbein“) Bodenkontakt hält, gilt dies als ein einzelner Schritt. Ein aufgelöster Sternschritt mit dem freien Bein am Verteidiger vorbei ist dann legal, wenn das Standbein erst nach dem Aufsetzen des anderen gelöst wird. Es darf ein Sprungwurf folgen.

## T
Tip-in (alternativ Putback)Das Befördern eines auf dem Ring springenden oder rollenden Balles in den Korb mit den Fingerkuppen.
TransitionÜbergang von Offensive zu Defensive und umgekehrt nach Wechsel des Ballbesitzes, etwa durch einen Defensiv-Rebound oder einen Turnover.
Trash talkVerbale Verunsicherungen des Gegenspielers; kann mit Technischem Foul geahndet werden.
TurnoverBallverlust jeglicher Art, z. B. durch einen Schrittfehler oder Fehlpass.
Two possession gameEine Mannschaft kann durch zwei Angriffe einen Rückstand zwischen 4 und 6 Punkten aufholen, wenn die andere Mannschaft nicht punktet.

## V
VerteidigungspositionKörperhaltung eines Verteidigers, die bei Kontakt zu einem Offensivfoul des Angreifers führt. Er muss entgegen landläufiger Meinung dabei nicht fest stehen, sondern darf sich unter bestimmten Voraussetzungen rückwärts, seitwärts bewegen oder gerade hoch springen.

## Z
ZoneDer markierte Bereich, der sich direkt unter dem Korb bis zur Freiwurflinie erstreckt. Die Zone wird auch paint (weil sie in der Regel farblich markiert ist) oder key genannt (weil ihre Form von oben betrachtet wie ein Schlüssel aussah, bis sie in den 1960ern verbreitert wurde).
Zonenverteidigung, BallraumverteidigungIm Gegensatz zur Mann-Mann-Verteidigung wird hierbei ohne feste Zuordnung versucht die Zone durch geschickte und wechselnde Stellung der Verteidiger zu den Angreifern zu verteidigen.